# Rive, Vercelli
Rive là một đô thị ở tỉnh Vercelli trong vùng Piedmont thuộc Ý, có cự ly khoảng 60 km về phía đông bắc của Torino và khoảng 11 km về phía nam của Vercelli. Tại thời điểm ngày 31 tháng 12 năm 2004, đô thị này có dân số 426 người và diện tích là 9,5 km².
Rive giáp các đô thị: Balzola, Costanzana, Pertengo, Stroppiana, và Villanova Monferrato.